# Tondo della Vergine col Bambino tra due sante e due angeli
Il Tondo della Vergine col Bambino tra due sante e due angeli  è un dipinto a olio su tavola (diametro 148 cm) del Perugino e di Andrea d'Assisi detto l'Ingegno, databile al 1490-1492 circa e conservato nel Museo del Louvre di Parigi.

## Storia
L'opera si trovava nelle collezioni di Guglielmo II dei Paesi Bassi. Pervenne al Louvre nel 1850 in seguito alla vendita della collezione reale.

## Descrizione e stile
In un sereno paesaggio campestre, tra dolci colline che sfumano in lontananza punteggiate da segni della presenza umana, si apre una sorta di nicchia rettangolare con basso parapetto e pavimento a scacchi in cui si trova il trono della Vergine col Bambino, affiancata dalle sante Rosa e Caterina d'Alessandria, mentre dietro di esse, poggianti sulla balaustra, si levano due angeli oranti in posizione simmetrica.
L'opera mostra una fase di transizione dell'arte del Perugino in cui le figure in primo piano assumono un'importanza sempre maggiore, arrivando ad essere esse stesse il metro che definisce i rapporti spaziali e volumetrici dell'intero dipinto. La stesura pittorica si deve forse in larga parte ad Andrea d'Assisi detto l'Ingegno, un collaboratore di Perugino negli affreschi della Cappella Sistina, che ancora più del maestro seppe coniugare la delicatezza dell'insieme con una precisione lineare e con gli accordi cromatici.
La composizione è bilanciata accuratamente, con una luce che modella dolcemente i corpi dei protagonisti, secondo un ideale di pacata armonia tipica della corte medicea del tempo. Il paesaggio è privo di asperità in favore di dolci colline ondulate, senza né tempo né luogo, che sfumano in lontananza secondo le regole della prospettiva aerea.